# Сяноженти
Сяноженти (пол. Sianożęty, нім. Ziegenberg) — село в Польщі, у гміні Устроне-Морське Колобжезького повіту Західнопоморського воєводства.
Населення — 607 осіб (2011).
У 1975-1998 роках село належало до Кошалінського воєводства.

## Демографія
Демографічна структура станом на 31 березня 2011 року:
|          | Загалом | Допрацездатний вік | Працездатний вік | Постпрацездатний вік |
| -------- | ------- | ------------------ | ---------------- | -------------------- |
| Чоловіки | 303     | 53                 | 222              | 28                   |
| Жінки    | 304     | 62                 | 185              | 57                   |
| Разом    | 607     | 115                | 407              | 85                   |